# Cận Hấp
Cận Hấp (chữ Hán: 靳歙, ? – 183 TCN) là khai quốc công thần đầu thời Tây Hán.
Cuối thời Tần ông tham gia vào cuộc khởi nghĩa của Lưu Bang, ban đầu giữ chức Trung quyên, do lập chiến công được ban tước Lâm Bình quân, phong Kiến Vũ hầu, thăng lên Kỵ đô úy. Sau ông theo chân Lưu Bang bình định Tam Tần, đánh bại tướng Triệu là Bí Hác tại Triều Ca, phá tan quân Hạng Vũ ở đất Trần, phong tước Tín Vũ hầu. Ít lâu sau ông tháp tùng Hán Cao Tổ tấn công Hàn vương Tín ở Bình Thành, dẹp loạn Trần Hy, Anh Bố có công được thăng làm Xa Kỵ tướng quân.
Cao Hậu năm thứ 5 (năm 183 TCN) Cận Hấp qua đời, thụy hiệu là Túc hầu.